# Maciej Stuhr
 (janvier 2010).
Si vous disposez d'ouvrages ou d'articles de référence ou si vous connaissez des sites web de qualité traitant du thème abordé ici, merci de compléter l'article en donnant les références utiles à sa vérifiabilité et en les liant à la section « Notes et références ».
Maciej Stuhr, né le 23 juin 1975 à Cracovie, est un acteur et metteur en scène polonais.

## Biographie

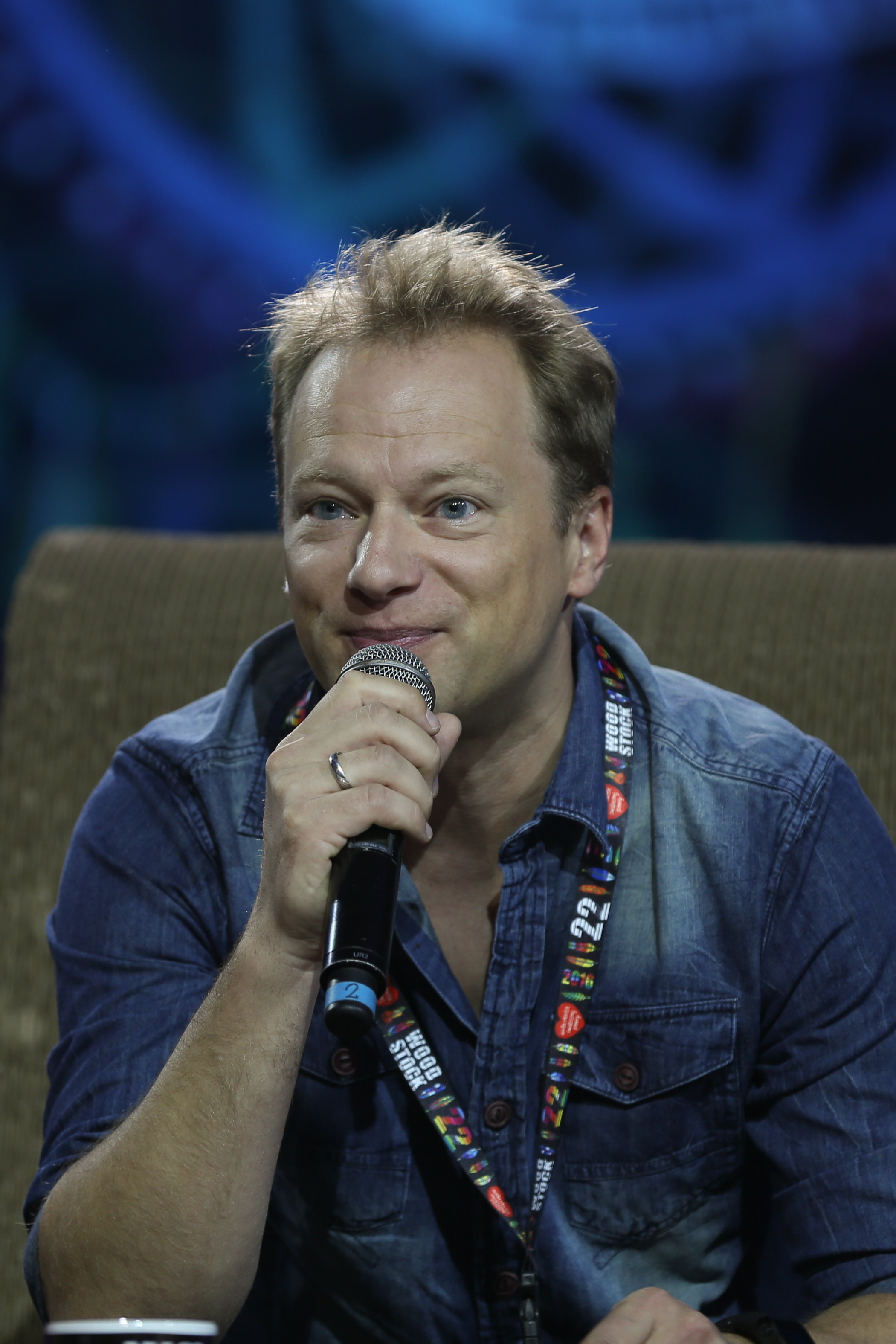
Maciej Stuhr lors du Pol'and'Rock Festival en 2016.

Maciej Jerzy Stuhr est le fils de Jerzy Stuhr.  Après avoir achevé sa scolarité secondaire, il s’est inscrit à la faculté de psychologie de l’université Jagellonne de Cracovie dont il a obtenu le diplôme en 1999. Mais ses racines d’acteur l’ont poussé vers le métier de son père. Pour devenir acteur professionnel, il a commencé les études à l’École nationale supérieure de théâtre de Cracovie, tout de suite après avoir fini ses études de psychologie. Tout en suivant les cours à l’école, il jouait dans des films et dans les pièces de théâtre. Il a obtenu son diplôme en 2004. 
Sa femme Samanta est actrice amateur. En 2001, ils ont joué ensemble dans Tous les saints (Wszyscy Święci), un film réalisé pour la télévision polonaise dans le cadre du cycle « Les fêtes polonaises ».  Ils ont une fille, Matylda.

### Acteur de cinéma
En tant qu’acteur amateur, Maciej Stuhr a commencé à jouer dans des films déjà avant son entrée à l’École de théâtre. Le premier film où il a joué, Décalogue X de Krzysztof Kieślowski, a été très apprécié par les critiques. Ensuite, il a été engagé dans un film de son père, Les histoires d’amour (Historie miłosne), 1997 où il a incarné le rôle d’un étudiant en psychologie. 
Il a emporté ses premiers succès, en tant qu’acteur, dans les films Les mecs ne pleurent pas (Chłopaki nie płaczą) d’Olaf Lubaszenko, acteur et metteur en scène très connu, et Fuks de Maciej Dutkiewicz. Il s’est distingué aussi par un très bon jeu d’acteur dans l’adaptation du Début du printemps (Przedwiośnie, 2001), roman de Stefan Żeromski. Pour ce rôle, il a reçu une nomination aux Aigles, prix très important dans l’univers du cinéma polonais.
Ensuite les rôles se multiplient assez vite. De plus en plus souvent, il joue avec des stars du cinéma polonais comme par exemple Jerzy Trela, Jan Nowicki, Piotr Adamczyk ou Borys Szyc. Presque chaque film où a joué Maciej Stuhr a connu un grand succès tout de suite après avoir été montré au grand écran.
Le choix des films qu’il fait, montre qu’il ne veut pas être enfermé dans un type de rôle. On peut voir Maciej Stuhr jouer dans les comédies comme Testostérone (Testosteron), 2002; dans des films de mœurs comme Le retour de Julie (Julia wraca do domu) 2003, dans les drames comme 33 Scènes de la vie (33 sceny z życia), 2008 ; ou même dans les films d’action comme Mystification (Mistyfikacja) qui aura sa première représentation en Pologne au mois de février 2010.
En 2012, il a le rôle principal du film Obława de Marcin Krzyształowicz, couronné par un nombre impressionnant de récompenses dont le Grand Prix du festival Off Plus Camera de Cracovie en 2013.
En 2020, il joue dans le film de Jan Komasa Le Goût de la haine. 

### Acteur de théâtre
La première fois où Maciej Stuhr est monté sur les planches, en 1997,  il a joué ''Mordechay White'' dans la pièce Shapiro de Krzysztof Babicki. Cette pièce a commencé son aventure avec le Théâtre TV, une série de spectacles télévisés, où il a joué encore dans : 
- Szczęście Frania (Le bonheur de François, 2001 – François) ;
- Czwarta siostra (La quatrième sœur), 2002 – Kostia ;
- Oszuści (Les tricheurs), 2002 – Allen ;
- Piękna pani Seidenman (La belle Madame Seidenman), 2002 –  Paweł Kryński) ;
- Żywot Józefa (La vie de Joseph, 2005 – Joseph).

Maciej Stuhr était lié aussi avec le Théâtre Rampa, où il a incarné Candide dans la pièce basée sur Candide de Voltaire et depuis 2004 il joue au Théâtre dramatique.

### Spectacles de variétés
Étudiant en première année de psychologie, il a créé en 1995 le groupe de cabaret Po żarcie (trad. Après la blague) avec qui il a donné des spectacles pendant 7 ans. Maciej Stuhr a été l’auteur d’une grande majorité des sketches. Les programmes de ce groupe ont été très appréciés par les jurys des concours de cabaret tels que PAKA (L’association de la promotion de l’art de cabaret) ou OSPA (Le festival national de la chanson de cabaret). En 1997, Po żarcie et le Kabaret Moralnego Niepokoju (Le cabaret de l’inquiétude morale), un des meilleurs cabaret en Pologne, ont obtenu le premier prix ex aequo dans un concours organisé par la PAKA.
Cela fait 7 ans que Maciej Stuhr ne donne plus de sketchs avec son groupe mais il n’a pas complètement renoncé à l’humour. Jusqu’à ce jour, il est animateur de nombreux concerts, spectacles et festivals. Il y a 4 ans, en 2005, il a représenté son propre programme artistique du cabaret Pierwsze odbicie od dna. 

### Autres
Maciej Stuhr est très souvent invité à différents spectacles ou galas en tant qu’animateur. Ses blagues étant à la fois discrètes et crues, font rire tout le monde sans exception. Les spectacles avec sa participation garantissent une réussite certaine.
D’autre part, les créateurs de dessins animés invitent souvent Maciej Stuhr aux enregistrements de doublages. Ainsi, il a prêté sa voix à de nombreux héros de films d’animation, comme p.ex. : Barry Bee Benson dans Drôle d'abeille (Film o pszczołach), Trendix dans Astérix et les Vikings (Asterix i Wikingowie), Chicken Little dans Chicken Little (Kurczak Mały), pour énumérer les plus importants.
En outre, il chante quelques tubes dans les films Fuks et Krugerandy.

## Filmographie partielle
- 2004 : La Noce (Wesele), de Wojciech Smarzowski
- 2008 : 33 Scènes de la vie (33 sceny z życia), de Małgorzata Szumowska
- 2010 : Les Vœux d'une jeune fille (Śluby panieńskie), de Filip Bajon
- 2012 : Obława, de Marcin Krzyształowicz
- 2013 : Wałęsa (Wałęsa. Człowiek z nadziei), d'Andrzej Wajda
- 2020 : Le Goût de la haine de Jan Komasa : Paweł Rudnicki

## Distinctions
- 2012 - pour Pokłosie, les Aigles, Prix polonais du cinéma, Aigle du meilleur acteur
- 2009 – pour 33 sceny z życia (33 Scènes de la vie), les Aigles, Prix polonais du cinéma, nomination dans la catégorie: le meilleur rôle masculin
- 2008 – pour 33 sceny z życia (33 scènes de la vie),  prix Zbyszek Cybulski
- 2008 – pour 33 sceny z życia (33 scènes de la vie), prix Zbyszek Cybulski, prix du public
- 2002 – pour Przedwiośnie (Début du printemps) les Aigles, Prix polonais du cinéma, nomination dans la catégorie: meilleur rôle secondaire masculin